# Vương quốc Melayu

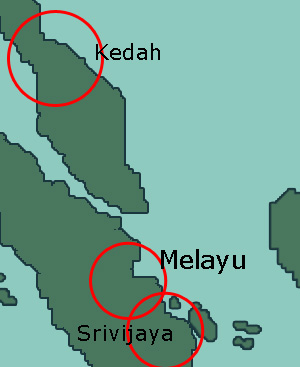
Bản đồ vương quốc Melayu cổ.

Vương quốc Melayu (còn gọi là Malayu) là một nhà nước cổ của người Mã Lai tồn tại từ thế kỷ 7 đến thế kỷ 13. Trung tâm của nhà nước này vào khoảng Dharmasraya ngày nay trên đảo Sumatra, Indonesia, cách Palembang khoảng 300 km về hướng bắc. Cảng thị Jambi cùng với cảng thị Srivijaya là hai nơi có điều kiện thuận lợi nhất để hình thành các thị quốc có thế lực trong mạng lưới thương mại hàng hải.
Suốt một thời gian dài, Melayu làm chư hầu của Srivijaya. Có thời gian, Jambi của Melayu trở thành trung tâm chính trị của Srivijaya.
Cái tên Ma Lai Yu xuất hiện khá nhiều trong các tài liệu cổ của Trung Quốc bằng các cách viết khác nhau nhưng phát âm gần tương tự: 末羅瑜國, 木剌由, 麻里予兒, 巫来由, 無来由.
Trong hồi ký của Marco Polo có ghi một xứ sở tên là "Malauir" ở phía nam bán đảo Mã Lai.
Trong bia ký khắc cuối thế kỷ 13 Padang Roco tìm thấy ở nguồn của sông Batang Hari thấy có tên Melayu. Trong tác phẩm văn học thế kỷ 17 Sejarah Melayu cũng đề cập đến Melayu.